# صبحي حديدي
صبحي حديدي ناقد ومترجم، ولد في القامشلي، سورية، عام 1951.
تخرّج من جامعة دمشق – قسم اللغة الإنكليزية وآدابها وتابع دراساته العليا في فرنسا وبريطانيا.نشر العديد من الدراسات النقدية والأبحاث والترجمات في دوريات عربية وأجنبية مختلفة.وتناول المشهد الشعري العربي المعاصر وبصفة خاصة منجز محمود درويش وتجارب قصيدة النثر وقدّم دراسات معمّقة في التعريف بنظرية الأدب والمدارس النقدية المعاصرة: ما بعد الحداثة، نظريات الخطاب ما بعد الاستعماري،
نظريات القراءة والاستجابة، الموضوعة الغنائية، النقد التاريخاني الجديد وعلى الصعيد السياسي، انتسب إلى الحزب الشيوعي السوري -المكتب السياسي

## منشوراته
وبين أحدث منشوراته في هذه الميادين:
1. «ما هي القراءة؟ مَن هو القارىْ؟ وكيف التعاقد على المعنى؟»؛
2. «باب الشمس: الحكاية التاريخية والرواية الفلسطينية الكبرى»؛
3. «الحديث، الحداثة، ما بعد الحداثة: فضاء المعنى ومأزق المصطلح»؛
4. "فرانز فانون" نبيّ العنف؟ شاعر العالم؟"؛
5. «الخطاب ما بعد الاستعماري ونظرية الأدب».
6. خارجي قبل الأوان - ممدوح عدوان، دار ممدوح عدوان للنشر والتوزيع، 2017
7. زوال لا يزول: قراءة في شعريات باقية، الأهلية للنشر والتوزيع - 2017
8. شعريات التعاقد العسير: ألق التجريب وأرق القراءة، الأهلية للنشر والتوزيع - 2017
9. إدوارد سعيد الناقد: آداب التابع وثقافات الإمبريالية، الأهلية للنشر والتوزيع - 2018
10. في رأس بشار الأسد، بالاشتراك مع زياد ماجد وفاروق مردم بك، آكت سيد - سولان، 2018 (بالفرنسية) (الاسم الأصلي: Dans la tête de Bachar al-Assad)
11. الرواية والتاريخ: وقائع الأرشيف ومجازات السرد، الأهلية للنشر والتوزيع - 2019

## الأعمال غير المكتملة
يعكف على استكمال الأعمال التالية:
1. «محمود درويش والملحمية الغنائية: 1992 ـ 2003»؛
2. إدوارد سعيد: النظرية النقدية وصورة الآخر"؛
3. قصيدة النثر العربية: تجارب التسعينيات"؛
4. «أرب الأدب: في سياسة المعنى ورسالة النصّ»؛
5. «شعريات التعاقد العسير: ألق التجربة وأرق القراءة».

## ترجماته
نقل إلى اللغة العربية العديد من الأعمال في الفلسفة والرواية والشعر والنظرية النقدية، بينها:
1. مونتغمري واط: «الفكر السياسي الإسلامي». دار الحداثة، بيروت 1979

Montgomery Watt, Islamic Political Thought
1. كين كيسي: «طيران فوق عشّ الوقواق»، رواية. مؤسسة الأبحاث العربية، بيروت 1981

Ken Kesey, One Flew Over the Cuckoo's Nest
1. ميشيل زيرافا: «الأسطورة والرواية»، دار الحوار، اللاذقية 1983

Michel Ziraffa, Myth and the Novel
1. ياسوناري كاواباتا: «ضجيج الجبل»، رواية، دار التنوير، بيروت 1983

Yasunary Kawabata, The Sound of the Mountain
1. ياسوناري كاواباتا: «أستاذ لعبة الـ ’غو‘»، رواية. دار التنوير، بيروت 1984

Yasunary Kawabata, The Master of Go
1. صمويل هنري هوك: «منعطف المخيّلة البشرية»، دار الحوار، اللاذقية 1984

S. H. Hooke, Middle Eastern Mythology
1. كلود ليفي ستروس: «الأسطورة والمعنى»، دار الحوار، اللاذقية 1985

Claude-Lévi Strauss, Myth and Meaning
1. مجموعة مؤلفين: «حرب العالمَيْن الأولى: عاصفة الصحراء، عاصفة الحداثة»، مؤسسة الأرض، ليماسول 1991
2. إدوارد سعيد: «تعقيبات على الاستشراق»، المؤسسة العربية للدراسات والنشر، بيروت ـ عمّان 1996

Edward W. Said, Afterwards to Orientalism

### ترجمة القصائد
نقل إلى العربية مختارات من قصائد:
Walt Whitman, Ezra Pound, T. S. Eliot, Dylan Thomas, Samuel Beckett, Derek Walcott, Anna Akhmatova, Seamus Heaney, Ted Hughes, Haold Pinter, Tony Harrison, George Seferis, Jaroslav Seifert, Allen Ginsberg, Robert Bly, Charles Simic, Rita Dove, Michael S. Harper, Louise Glück, Galway Kennels…

### ترجمة المقالات
ترجم، في فصلية «الكرمل» الفلسطينية، الدراسات والملفات التالية:
1. تأملات كونية عند نهايات القرن: أوكتافيوباث، نيلسون مانديلا، تاكيشي أوميهارا شيسواف ميوش، كارلوس فوينتيس، ألكسندر سولجنتسين
2. مراجعات عند نهاية الألفية: أ. س. بيات، أمبرتو إيكو، وولي سوينكا، ريشارد باوروز، هيلين فنلندر، بول أوستير
3. مارجوري بيرلوف: خيار الوزن في الشعر، والتشكّل التاريخي
4. ملفّ نوبل 2001: غاو شينغجيان: فصول من رواية «جبل الروح»، قوّة الحياة: هشاشة الأدب (محاضرة نوبل)
5. ملفّ: القصيدة الغنائية على مدار التاريخ
6. ملفّ: الإرهاب، ما قبل 11/9 وما بعد، غرانت وردلو: مشكلة تعربف الإرهاب، إدواردو غاليانو: مشرح الخير والشرّ، جون بيلجر: اللامتخيل ورنينه المحتوم، أرونداتي روي: جبر العدالة اللانهائية
7. ملفّ: إرهاب الحرب/ الحرب على الإرهاب: مايك دافيز: لهيب نيويورك، جان بودريار: روح الإرهاب، سمير أمين: الهيمنة الأمريكية والردّ على الإرهاب
8. 'ملفّ:' نوبل 2002: جائزة للأدب أم تكفير عن الذنب؟ إيمري كيرتش: محاضرة نوبل
9. ملفّ: أمريكا الراهنة: جنون القوّة، خواء الاستعارة: جون لوكاريه: أمريكا التي فقدت صوابها، سوزان سونتاغ: معارك حقيقية واستعارات جوفاء، كارلوس فوينتيس: القوّة، الأسماء، الكلمات، مارغريت أتوود: رسالة إلى أمريكا، بوفينتورا دي سوزا سانتوس: انتحار جماعي؟
10. ملفّ: موقع الشاعر، مصائر الشعر: دانا جويا: حبر سرّي، جوان هوليهان: حول نثر الشعر
11. ملفّ: الواقعية الاشتراكية: هل بقيت ضفاف؟: نيل كورنويل: تعريف الواقعية الاشتراكية، فلاديمير ماياكوفسكي: كيف تُصنع الاشعار؟، تشسواف ميلوش: جذور ما قبل 1917، غريغ داوز: السوريالية، الواقعية الاشتراكية، بابلو نيرودا، يفغيني دوبرينكو: كارثة الذوق المتوسط، أو: مَن الذي اخترع الواقعية الاشتراكية
12. ملفّ: نوبل 2005: هارولد بنتر: الفنّ، الحقيقة، السياسة (محاضرة نوبل)، جيمس هوليس: شعرية الصمت
13. ملفّ: مئوية صموئيل بيكيت: صموئيل بيكيت: قصائد، كارل راغنار جيرو: المتشائم الصارخ في البرّية، تيري إيغلتون: بطل الالتباس، إدنا أوبريان: ضحك في الظلام

## مشاركاته في التحكيم
شارك في تحكيم الجوائز العربية التالية: جائزة سلطان بن علي العويس(الإمارات)، جوائز قطان التشجيعية (فلسطين)، جائزة الأركانة للشعر (المغرب)، جائزة محمود درويش (فلسطين)، جائزة الرواية العربية (مصر).

## إقامته
يقيم في باريس ـ فرنسا، ويكتب بصفة دورية في صحيفة «القدس العربي» - لندن، والشهرية الفرنسية Le Nouvel Afrique-Asie – باريس.